# Rhinoplasty
Rhinoplasty è un EP del gruppo statunitense Primus, pubblicato nel 1998 dalla Interscope Records.
L'EP è composto da cover, esecuzioni live e remix. L'edizione giapponese contiene una traccia video e due tracce bonus registrate il 31 dicembre 1997, alla Henry J. Kaiser Arena di Oakland, in California.

## Tracce
1. Scissor Man (XTC) - 5:11
2. The Family and the Fishing Net (Peter Gabriel) - 6:26
3. Silly Putty (Stanley Clarke) - 4:21
4. Amos Moses (Jerry Reed) - 3:11
5. Behind My Camel (The Police) - 2:52
6. Too Many Puppies (Remix) - 3:00
7. The Thing that Should Not Be (Metallica) - 6:47

Tracce bonus versione giapponese
1. Tommy the Cat - 9:10 (live)
2. Bob's Party Time Lounge - 7:40 (live)
3. The Devil Went Down to Georgia (Charlie Daniels) (video).

## Formazione
- Les Claypool - voce, basso
- Larry LaLonde - chitarra
- Bryan Mantia - batteria